# Donald Lynden-Bell
Donald Lynden-Bell (Dover, 5 aprile 1935 – Cambridge, 5 febbraio 2018) è stato un astronomo e astrofisico inglese.
È particolarmente conosciuto per aver proposto la teoria secondo la quale le galassie contengano al loro centro buchi neri di ingenti masse e che tali buchi neri siano la principale sorgente di energia delle quasar.

## Onorificenze
- Eddington Medal (1984)
- Gold Medal of the Royal Astronomical Society (1993)
- Brouwer Award della American Astronomical Society, (1991)
- Karl Schwarzschild Medal (1983)
- John J Carty Award for the Advancement of Science (2000)
- Bruce Medal (1998)
- Henry Norris Russell Lectureship (2000)
- Kavli Prize (2008)

L'Asteroide 18235 Lynden-Bell è stato così nominato in suo onore.